# Hrastnik
Hrastnik (německy Eichthal) je město a správní středisko stejnojmenné občiny ve Slovinsku v Zasávském regionu. Nachází se asi 2 km východně od Trbovlje a asi 59 km severovýchodně od Lublaně. V roce 2019 zde trvale žilo 4 995 obyvatel.
Městem prochází silnice 221. Sousedními městy jsou Laško, Radeče a Trbovlje.